# In the Absence of Pink
In the Absence of Pink è un album dal vivo del gruppo rock britannico Deep Purple, pubblicato nel 1991. Il disco è stato registrato durante il Knebworth Festival nel 1985.

## Tracce
Tutte le tracce sono state scritte da Ritchie Blackmore, Ian Gillan, Roger Glover, Jon Lord e Ian Paice, eccetto dove indicato.

### Disco 1
1. Highway Star – 6:57
2. Nobody's Home – 4:08
3. Strange Kind of Woman – 8:47
4. Gypsy's Kiss (Blackmore, Gillan, Glover) – 6:20
5. Perfect Strangers (Blackmore, Gillan, Glover) – 6:54
6. Lazy – 7:03
7. Knocking at Your Back Door (Blackmore, Gillan, Glover) – 9:10

### Disco 2
1. Difficult to Cure (Ludwig van Beethoven, Blackmore, Glover, Don Airey) – 9:23
2. Space Truckin' – 14:49
3. Speed King – 10:12
4. Black Night – 6:43
5. Smoke on the Water – 10:24

## Formazione
- Ritchie Blackmore - chitarra
- Ian Gillan - voce
- Roger Glover - basso
- Jon Lord - organo
- Ian Paice - batteria